# Jan Italos
Jan Italos (starořecky Ἰωάννης ὁ Ἰταλός) byl byzantský filozof. Sehrál významnou úlohu při rozvíjení filozofického, společenského a politického myšlení Byzance. Kritizoval náboženská dogmata a církev, za což byl obviněn z kacířství, odsouzen a uzavřen v klášteře. Italos uznával večnost a neomezenost světa, zároveň však tvrdil, že svět je stvořen z hmoty podle idejí, které existovaly před jeho stvořením.